# Paulo Ximenes
Paulo César Ximenes Alves Ferreira ou apenas Paulo César Ximenes (Rio de Janeiro, 1943) é um economista brasileiro, com especialização em política monetária pelo Centro de Estudos Monetários Latino-Americanos.

## Biografia
Iniciou sua carreira profissional como escriturário no Banco do Brasil, de onde foi para o Banco Central em Porto Alegre. A partir de 1979, por três anos, ocupou o cargo de assessor especial do Ministro da Fazenda. Em 1985, voltou para Porto Alegre, onde ocupou o cargo de Chefe do Departamento Regional do Banco Central. Em 1987, retornou ao Ministério da Fazenda para assumir o cargo de Secretário-Geral Adjunto, e em janeiro de 1988 assumiu a Secretaria de Assuntos Econômicos antes de assumir o cargo de Secretário do Tesouro Nacional, em fevereiro de 1988. Também foi presidente do Banco Central do Brasil no período de 26 de março a 9 de setembro de 1993.